# (4346) Whitney
(4346) Whitney ist ein Hauptgürtelasteroid, der am 23. Februar 1988 von Andrew J. Noymer am Siding-Spring-Observatorium entdeckt wurde.
Der Asteroid wurde nach dem Astronomen Charles A. Whitney benannt.